# Thomas Tuchel
Thomas Tuchel (* 29. srpna 1973, Krumbach) je německý profesionální fotbalový trenér a bývalý fotbalový obránce. Do 7. září 2022 byl trenérem anglického klubu Chelsea FC. Od března do června byl trenérem FC Bayern Mnichov od konce roku 2024 vede Anglická fotbalová reprezentace

## Hráčská kariéra
Thomas Tuchel hrál v nižších ligách za Stuttgarter Kickers a SSV Ulm 1846.

## Trenérská kariéra
Tuchel trénoval FC Augsburg II, 1. FSV Mainz 05, Borussii Dortmund, Paris Saint-Germain a Chelsea. S PSG byl v roce 2020 ve finále Ligy mistrů, s Chelsea v roce 2021 Ligu mistrů vyhrál. 7. září 2022 byl odvolán z funkce trenéra Chelsea.

## Úspěchy

### Trenér
Borussia Dortmund
- DFB-Pokal: 2016/17

Paris Saint-Germain
- Ligue 1: 2018/19, 2019/20
- Coupe de France: 2019/20
- Coupe de la Ligue: 2019/20

Chelsea FC
- Liga mistrů: 2020/21